# کوین ایستا
کوین ایستا (انگلیسی: Kevyn Ista؛ زادهٔ ۲۲ نوامبر ۱۹۸۴) دوچرخه‌سوار اهل بلژیک است.
از باشگاه‌هایی که در آن بازی کرده‌است می‌توان به دابلیوبی ورانکلاسیک آکوا پروتکت و آی‌ای‌ام سایکلینگ اشاره کرد.